# غروسالميروده
غرس المرودة (بالألمانية: Großalmerode) هي بلدة، مدينة وبلدة ألمانية تقع في ألمانيا في Werra-Meißner-Kreis. يقدر عدد سكانها بـ 7,310 نسمة .